# Tangled Up in Blue
"Tangled Up in Blue" es una canción del músico estadounidense Bob Dylan publicada en el álbum de estudio de 1975 Blood on the Tracks. La revista musical Rolling Stone situó a la canción en el puesto 68 de las 500 Mejores Canciones de Todos los Tiempos.

## Letra
"Tangled Up in Blue" es uno de los más claros ejemplos en el intento de Dylan por crear canciones "multidimensionales" que mezclan la noción del tiempo y del espacio. Dylan fue influenciado por sus recientes estudios de pintura y por la escuela cubista, que incorporaba múltiples perspectivas sin un punto de vista en particular. En una entrevista concedida en 1978, Dylan explicaría su estilo a la hora de componer: "Lo que hay de diferente sobre esto es que existe un código en las letras, y no hay sentido del tiempo. No hay ningún respeto por esto. Tienes el pasado, el presente y el futuro en la misma habitación, y hay poco que no puedas imaginar que esté sucediendo."
La letra es a intervalos opaca, si bien la canción parece tratar, al igual que muchas de las canciones del álbum, sobre un amor que ha terminado, aunque no por decisión personal. Al respecto, la última estrofa dice:
| "So now I'm goin' back again, I got to get to her somehow (...) We always did feel the same, We just saw it from a different point of view, Tangled up in blue.' | "De modo que ahora estoy volviendo otra vez Tengo que encontrarla de algún modo. (...) Siempre hemos sentido lo mismo Sólo que lo vemos desde un punto de vista diferente. Envuelto en tristeza." |

## Traducción letra completa
Temprano por la mañana el sol brillaba

yo yacía en la cama

preguntándome si lo había cambiado todo,

si su cabello seguía siendo rojo.

Sus padres decían que nuestra vida junta

seguramente iba a ser dura

Nunca les gustó el vestido a mano de mamá

la cuenta bancaria de papá no era suficientemente grande.

Yo estaba de pie en el lado de la carretera

la lluvia caía en mis zapatos

dirigiéndonos a la costa este

Dios sabe que había pagado unas deudas

Consiguiendo atravesar

Envuelto en tristeza

Ella estaba casada cuando nos conocimos por primera vez

pronto se divorciaría

Supongo que la ayudé fuera de un lío

pero usé demasiada fuerza

Condujimos ese coche lo más lejos que pudimos

y lo abandonamos lejos en el oeste

Nos separamos en una noche oscura y triste

los dos acordamos que era lo mejor

Se dio la vuelta y me miró

mientras me alejaba caminando

La oí como decía a mis espaldas

nos volveremos a encontrar algún día
 
en la avenida

Envuelto en tristeza

Tenía un trabajo en los grandes bosques del norte

trabajando como cocinero durante un rato

Pero nunca me gustó demasiado

Y un día el hacha cayó

Así que a la derive llegué a Nueva Orleans

donde conseguí un empleo

trabajando durante un tiempo en un barco de pesca

justo a las afueras de Delacroix

Todo el tiempo que estuve a solas

el pasado estaba muy cerca

Vi muchas mujeres

pero ella nunca escapo de mi mente

Y crecí

Envuelto en tristeza

Ella trabajaba en un lugar de topless

Yo paré para una cerveza

Me quedé mirando el lateral de su cara

tan clara bajo foco

Más tarde, mientras el público salía

y yo estaba a punto de hacer lo mismo

ella estaba de pie detrás de mi silla

y me dijo “¿no conozco tu nombre?”

Yo murmuré algo en voz baja

Ella estudió las líneas de mi cara

Debo admitir que me sentí algo intranquilo

cuando se agachó a atar

los lazos de mi zapato

Añadió combustible a la estufa

y me ofreció una pipa

Pensé que nunca dirías “hola” dijo ella

pareces del tipo silencioso

Entonces abrió un libro de poemas

y me lo ofreció

Escrito por un poeta italiano

en el siglo trece

Y cada una de las palabras pareció real

y brillaba como carbón ardiente

saliendo de cada página

como si estuviese escrita en mi alma

de mí para ti

Envuelto en tristeza

Viví con ellos en la calle Montague

en el sótano bajo las escaleras

Había música en los cafés por la noche

y revolución en el aire

Entonces él empezó a tratar con esclavos

y algo en su interior murió

Ella tuvo que vender todo lo que poseía

y se congeló por dentro

Finalmente cuando el fondo cayó

me quedé retirado

La única cosa que sabía hacer

era seguir hacia adelante

como un pájaro que vuela

Envuelto en tristeza

Así que ahora estoy regresando

tengo que llegar a ella de alguna forma

Toda la gente que solíamos conocer

son una ilusión para mí

Algunos son matemáticos

algunas son mujeres de carpinteros

No sé como empezó todo

no sé qué están haciendo con sus vidas

Pero yo sigo en la carretera

de camino a otro cruce

Siempre sentimos lo mismo

sencillamente lo vimos desde un diferente

punto de vista

Envuelto en tristeza

Tras la publicación del álbum, Dylan continuaría trabajando en la letra y modificándola. La versión del álbum en directo Real Live presenta una transformación radical de sus letras. Además, en muchos conciertos suele cantar algunos de los versos en tercera persona, en lugar de en la primera persona usada en Blood on the Tracks.
Ron Rosenbaum escribió el 14 de diciembre de 2007 en Slate.com que Dylan había compuesto la canción tras pasar un fin de semana inmerso en el álbum de Joni Mitchell Blue.

## Versiones
"Tangled Up in Blue" ha sido versionado por numerosos músicos, entre los que figuran Great White, Jerry García, Robyn Hitchcock, Indigo Girls, Ani Difranco, String Cheese Incident y The Whitlams. La cantante escocesa KT Tunstall versionó la canción en el programa de la BBC Later with Jools Holland y publicó el tema como cara B de su sencillo "Under the Weather".
La banda Jungle Dreams, liderada por Kim Larsen, interpretó el tema en directo en su álbum Sittin On a Time Bomb, con una letra modificada.
Por su parte, Queens of the Stone Age grabarían una canción titulada "Tangled up in Plaid" en el álbum Lullabies to Paralyze. A pesar de la similitud en el título, la canción de Queens of the Stone Age no guarda ninguna relación con "Tangled Up in Blue".
El presentador de televisión belga Bart Peeters, también músico, crearía una versión en alemán de la canción. La letra fue modificada por él, obteniendo como resultado una canción intimista en donde relata cómo conoció a su mujer. El título de la canción en alemán es "Prachtig in het blauw".
El músico de jazz Barb Jungr versionó "Tangled Up in Blue" en su álbum Every Grain of Sand, en el cual rinde homenaje a las composiciones de Dylan.
En 2008, "Tangled Up in Blue" fue publicada en el videojuego Rock Band 2.